# Pila de Bunsen

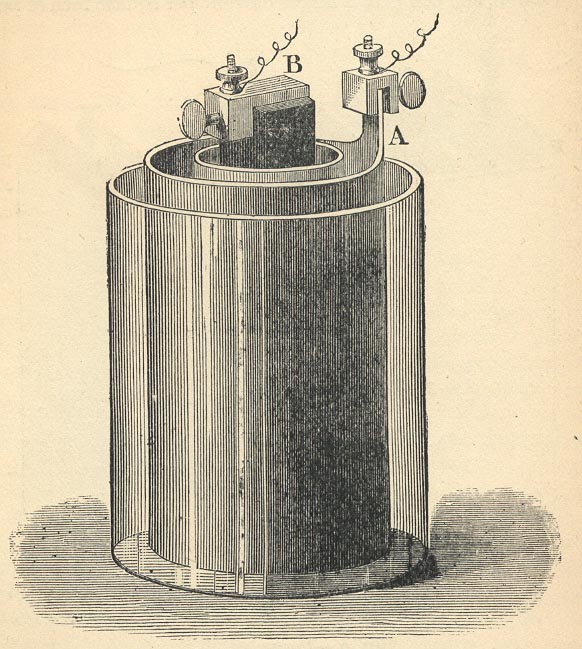
Pila o celda electroquímica de Bunsen.

La pila de Bunsen o celda de Bunsen es una de celda electroquímica primaria (es decir, no recargable) de zinc-carbono compuesta por un ánodo de zinc en disolución diluida de ácido sulfúrico separado por una vasija porosa, de un cátodo de carbono en ácido nítrico o ácido crómico.

## Detalles de la celda de Bunsen
El voltaje de la celda de Bunsen es de 1,9 voltios y surge de la siguiente reacción:
Zn + H2SO4 + 2HNO3 → ZnSO4 + 2 H2O + 2 NO2↑
Esta celda recibe su nombre de su inventor, el químico alemán Robert Wilhelm Bunsen, que en 1840 introdujo mejoras en la celda de Grove, sustituyendo el cátodo de platino de Grove por uno de carbono en forma de carbón pulverizado y coque.  Al igual que la pila de Grove, la de Bunsen emite humos nocivos de dióxido de nitrógeno.
Bunsen utilizó esta pila para extraer metales por descomposición de sus sales mediante electrólisis, que le permitió aislar por primera vez el magnesio metálico.
Henri Moissan utilizó una pila de 90 celdas para la electrólisis del fluoruro de hidrógeno para obtener por primera vez el elemento flúor.

## Química
El electrodo de zinc actúa como ánodo y sufre la oxidación. El ácido nítrico actúa como cátodo y sufre la reducción, según los siguientes procesos, que en conjunto forman una reacción redox: 

Ánodo - oxidación del zinc
{\displaystyle {\mbox{Zn}}\leftrightarrow {\mbox{Zn}}^{2+}+2e^{-}\quad \epsilon ^{o}=-0,76V}
Cátodo - reducción
{\displaystyle NO_{3}^{-}+{4H}^{+}+3e^{-}\leftrightarrow {\mbox{NO}}+{2H}_{2}{O}\quad \epsilon ^{o}=0,96V}
Ecuación global:
{\displaystyle {\mbox{3Zn}}+{\mbox{8H}}^{+}+{\mbox{2NO}}_{3}^{-}\leftrightarrow {\mbox{3Zn}}^{2+}+{2NO}+{4H}_{2}{O}\quad \epsilon ^{o}=1,72V}